# Madison, Wisconsin
Madison este un oraș, care este atât sediul comitatului Dane, precum și capitala statului  Wisconsin,  Statele Unite ale Americii.
Orașul, care a fost denumit pentru a-l onora pe James Madison, cel de-al patrulea (1809 - 1817) președinte al Statele Unite, a fost fondat în anul 1836, pe un istm, fiind înconjurat de trei lacuri, Mendota, Monona și Wingra.

## Personalități născute aici
- Vinnie Ream⁠(d) (1847 – 1914), sculptor;
- Helene Madison (1913 – 1970), înotătoare;
- Russell Owen⁠(d) "Russ" Hellickson (n. 1948), wrestler;
- Carie Graves⁠(d) (1953 – 2021), canotoare;
- Chris Noth (n. 1954), actor;
- Connie Carpenter-Phinney⁠(d) (n. 1957), sportiv (ciclism, patinaj);
- Eric Heiden (n. 1958), patinator;
- Bradley Whitford (n. 1959), actor;
- Beth Heiden (n. 1959), atletă;
- Phillip Jerome Hellmuth Jr.⁠(d) (n. 1964), jucător de poker;
- Mary Cheney (n. 1969), fiică a vicepreședintelui Dick Cheney;
- Stacey Abrams (n. 1973), om politic, avocat;
- Adam Burish⁠(d) (n. 1983), jucător de hochei pe gheață;
- Philip Joseph Kessel Jr.⁠(d) (n. 1987), jucător de hochei pe gheață;
- Amanda Kessel⁠(d) (n. 1991), jucătoare de hochei pe gheață.

## Galerie de imagini

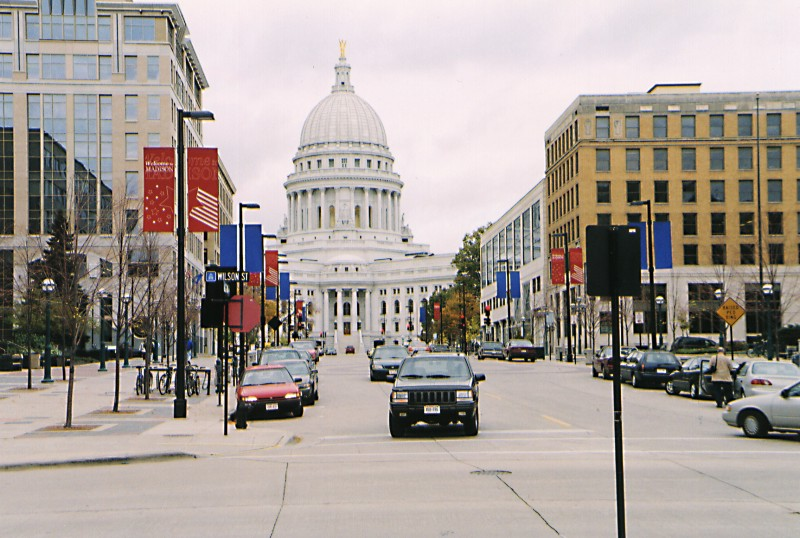
Clădirea Capitoliului statului
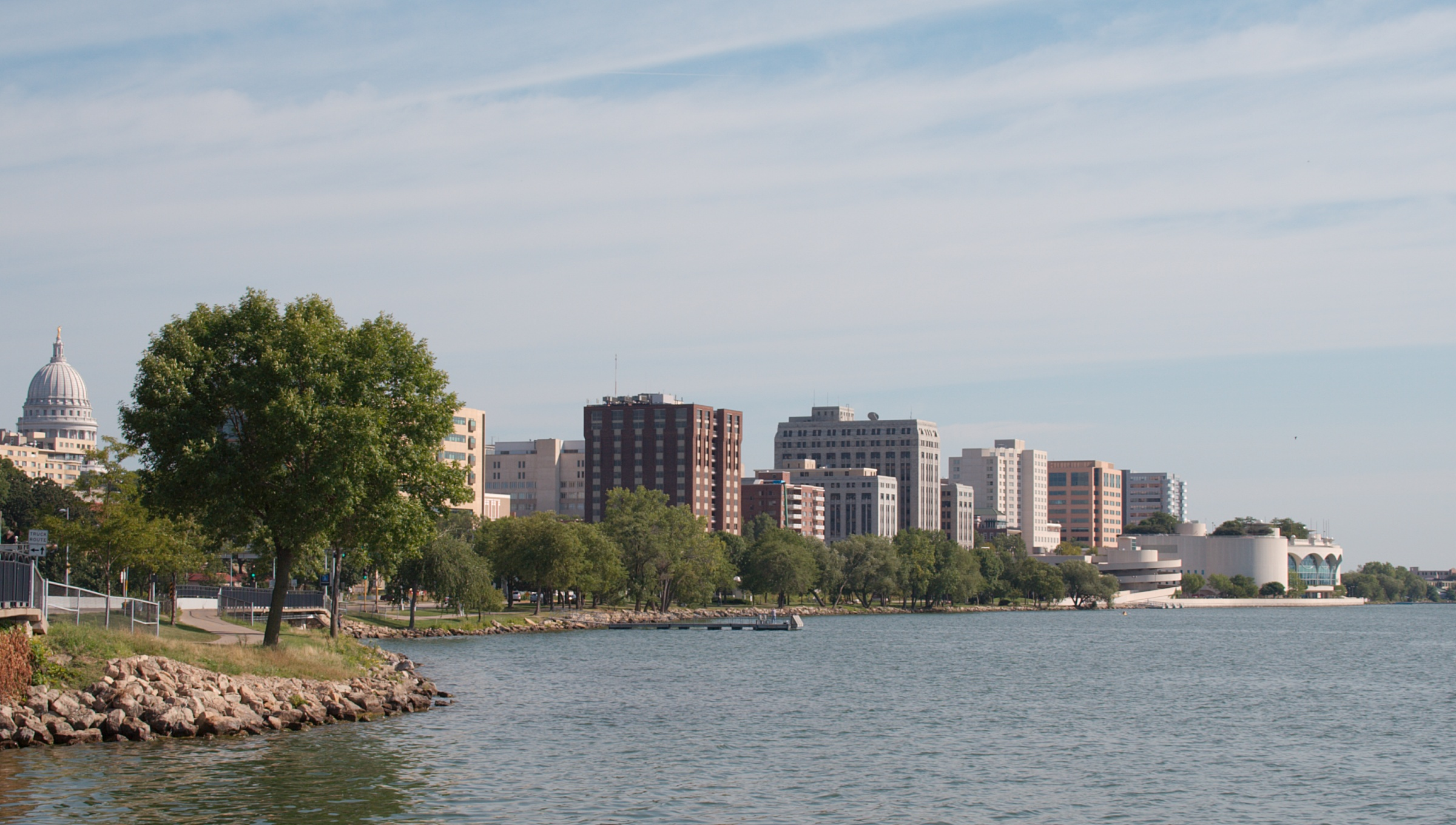
Madison
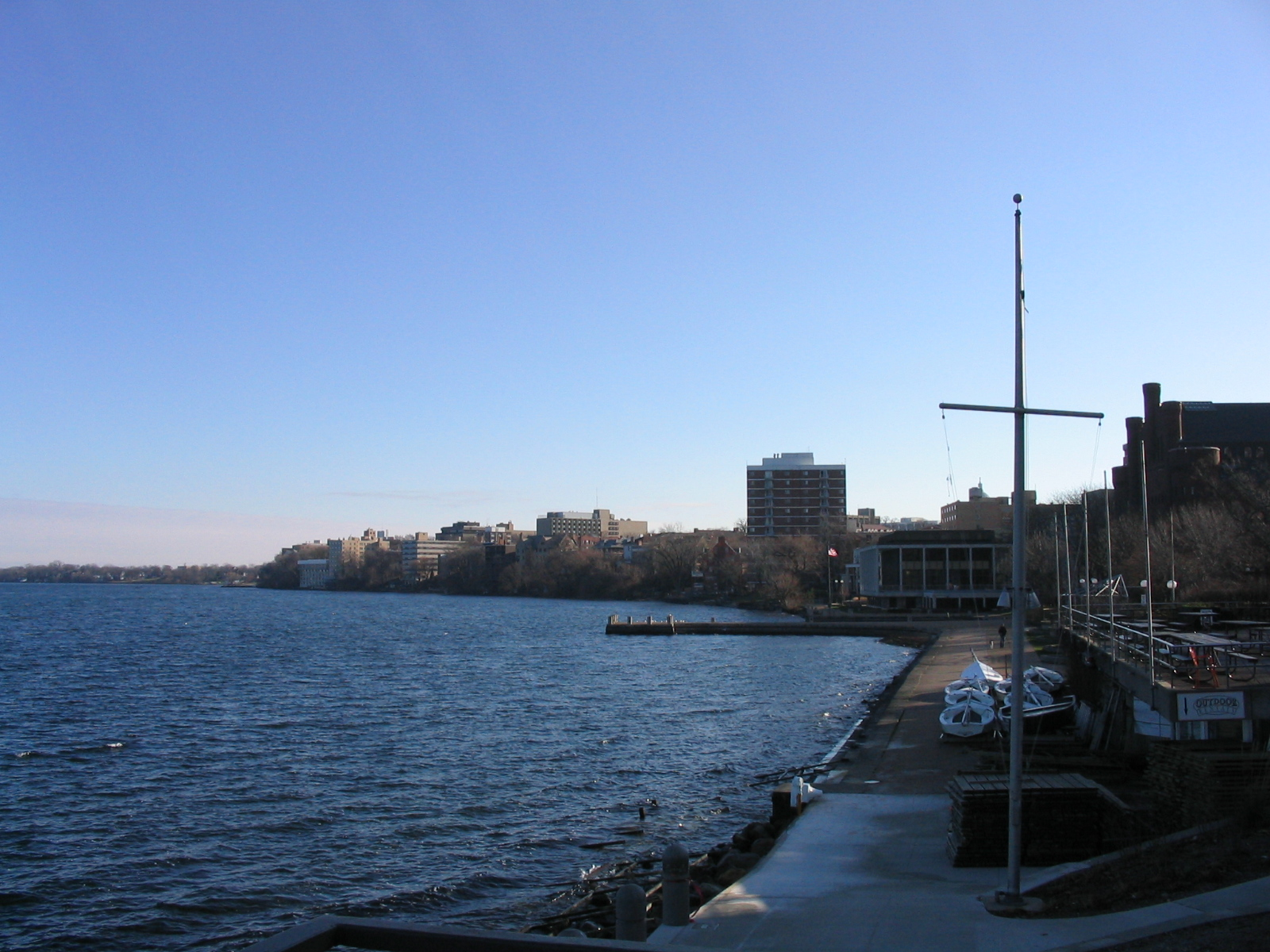
Lacul Mendota
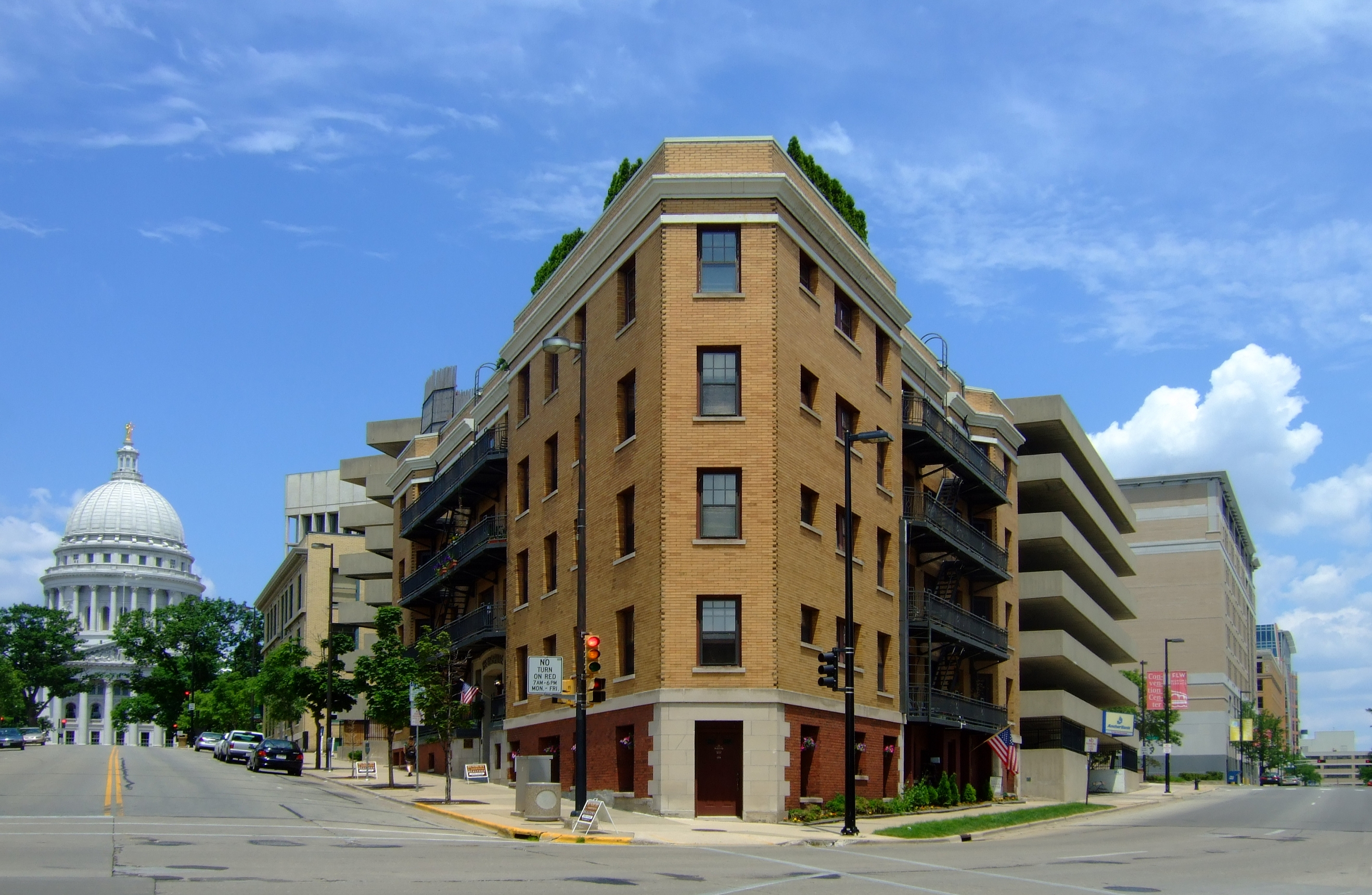
Clădirea Baskerville
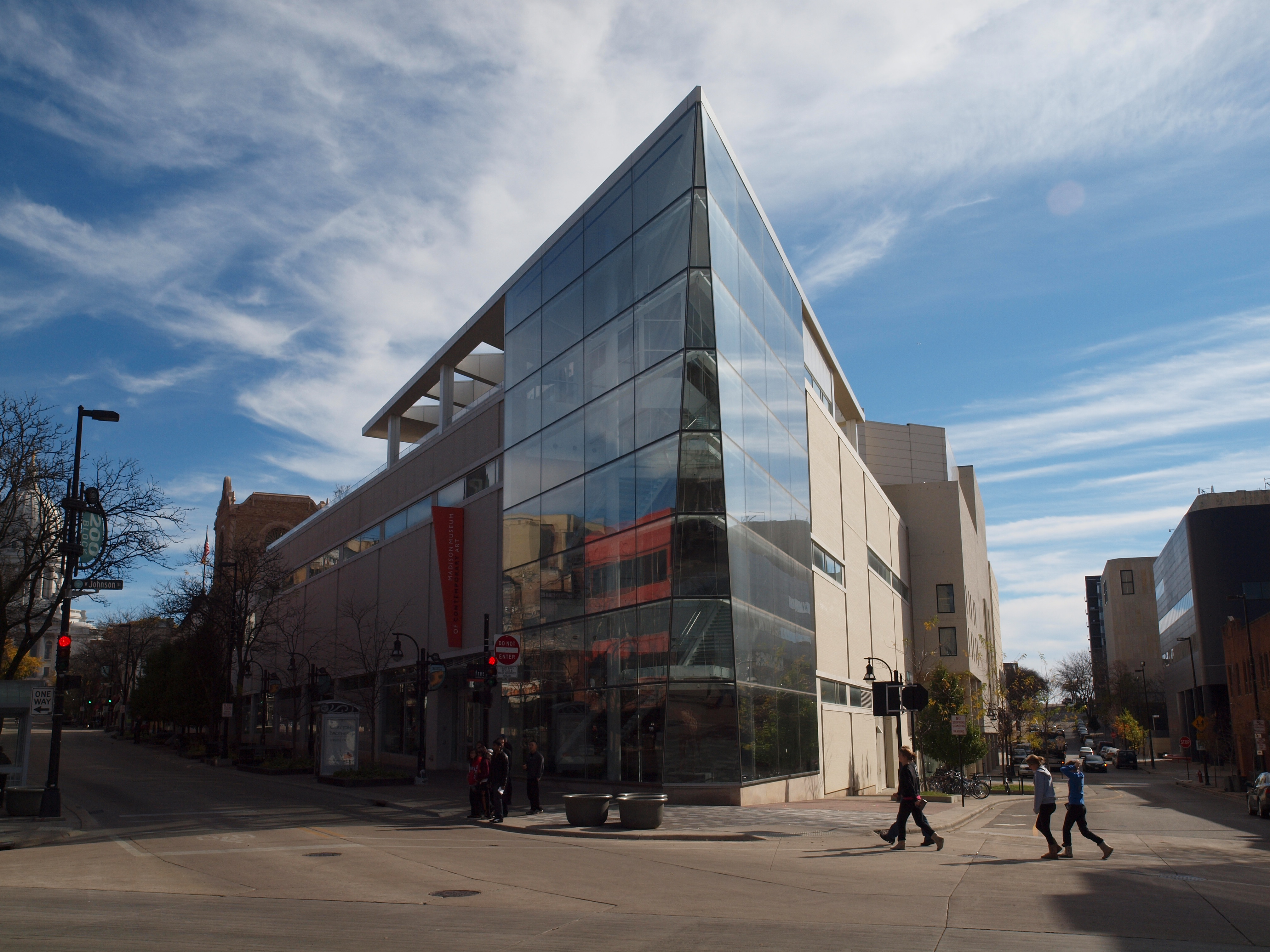
Madison MOCA